# Ramm (westfälisch-baltisches Adelsgeschlecht)

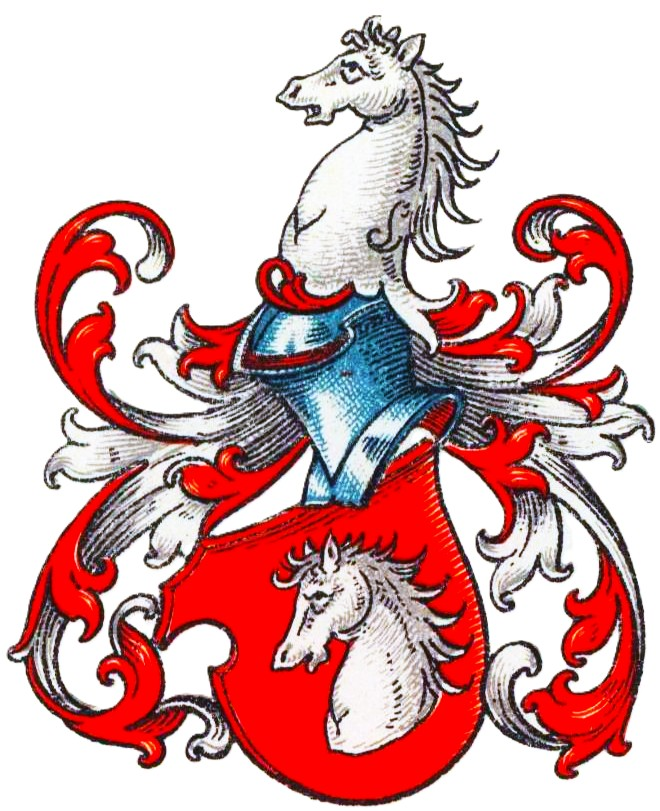
Stammwappen derer von Rham von 1589 im Wappenbuch des Westfälischen Adels

Ramm (auch Rham, Edle von Ramm o. ä.) ist der Name eines erloschenen westfälisch-baltischen Briefadelsgeschlechts.
Die Familie ist zu unterscheiden von dem wappenähnlichen, aber nicht stammverwandten preußischen Adelsgeschlecht Ramm. Für das wappenverschiedene schwedisch-estländische Adelsgeschlecht Ramm wird dagegen eine Stammesverwandtschaft angenommen.

## Geschichte
Das im Baltikum weitverbreitete Geschlecht stammt ursprünglich aus Westfalen und war ab 1520 in Riga ansässig. Bereits am 27. November 1589 erhielt die Familie in Person von Johann, Georg, Henning, Michael, Nicolaus, Eberhard, Ludwig, Kaspar, Hermann und Dietlof Ramm von Kaiser Rudolf II. einen in Prag ausgestellten Wappenbrief.
Am 13. Februar 1603 erhielten die Brüder Eberhard Michael Rham, Kurkölner Richter, Ludwig Kaspar Rham, Kurkölner Richter, und Detlef Rham sowie die Söhne ihrer verstorbenen Brüder Anton und Niklas Rham, gewesene Kurkölner Richter, Henning, Schwicker, Henning, Hermann, hinterlassene Söhne, Brüder und Vettern, den Reichsadelsstand verliehen.
13 Jahre später folgte ein zweites Diplom. Am 3. August 1616 wurden Eberhard Rham und seinen Brüdern sowie des verstorbenen Bruders Johann, Kurkölner Kammerrates hinterlassenen Söhne, und zwei Brüdern des Vaters des Ersteren der Adelsstand und eine Wappenbesserung verliehen.
Hermann Ramm († 1796), kaiserlich-russischer Hauptmann in der Armee und Rittmeister bei der rigaischen Bürger-Kompagnie, erhielt am 4. Februar 1788 den Reichsritterstand mit Prädikat „Edler von“ und der Bewilligung sich von den erworbenen Gütern zu nennen. Hermann war ein Sohn von Joachim von Ramm aus Bauske. Sein Sohn war Gotthard Hermann Edler von Ramm (* 6. Januar 1764; † 28. Juli 1823), der 1796 Rittmeister der reitenden Bürgergarde, 1801 Ältester der großen Gilde und Ratsherr in Riga sowie 1814 Oberkämmerer wurde.
Ein fünftes Adelsdiplom mit dem Prädikat „von“ und der Lehenberechtigung folgte am 22. August 1795 für die Brüder August, Ludwig Otto, Gottlieb und Ernst von Rhamm. August war auf Reisen, Ludwig Otto in braunschweigischen Civildiensten, Gottlieb war kaiserlicher Offizier und Ernst in braunschweigischem Dienst.
Eine andere Linie der Familie erhielt am 28. August 1624 den schwedischen Adel zusammen mit einem neuen Wappen verliehen. Siehe hierzu Ramm (baltisches Adelsgeschlecht).

## Wappen
Blasonierung des Wappens von 1589In Rot ein silberner Pferdekopf. Auf dem rot-silbern bewulsteten Helm mit rot-silbernen Helmdecken desgleichen.
Blasonierung des gebesserten Wappens von 1603, 1616 und 1795In Rot ein silberner Pferdekopf. Auf dem gekrönten Helm mit rot-silbernen Decken desgleichen.
Blasonierung des nochmal gebesserten WappensIn Rot ein aus einer goldenen Laubkrone hervorwachsender silberner Pferdekopf. Auf dem Helm mit rot-silbernen Decken desgleichen.
Blasonierung des Wappens der Edlen von Ramm von 1788In Rot ein aus einer goldenen Laubkrone hervorwachsender silberner Pferdekopf. Zwei gekrönte Helme mit rot-silbernen Decken: I. ein schwarzer Adler wachsend; II. der silberne Pferdekopf.

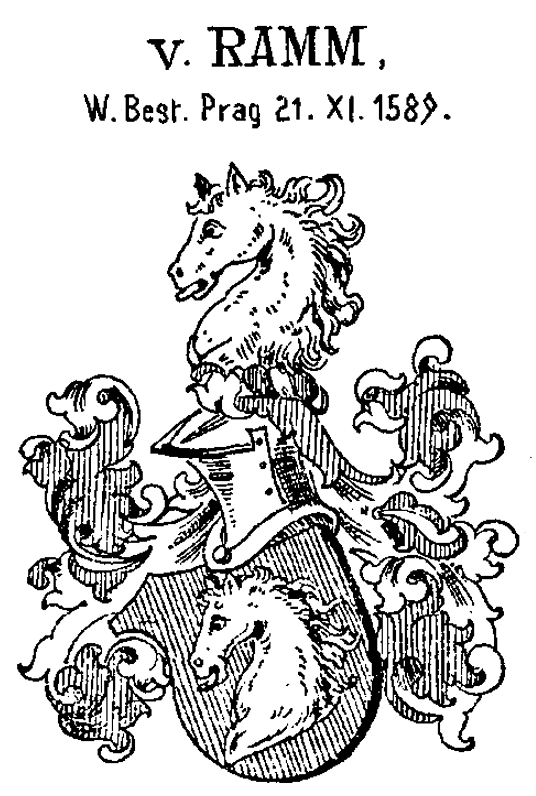
Stammwappen derer von Ramm von 1589 in Siebmachers Wappenbuch
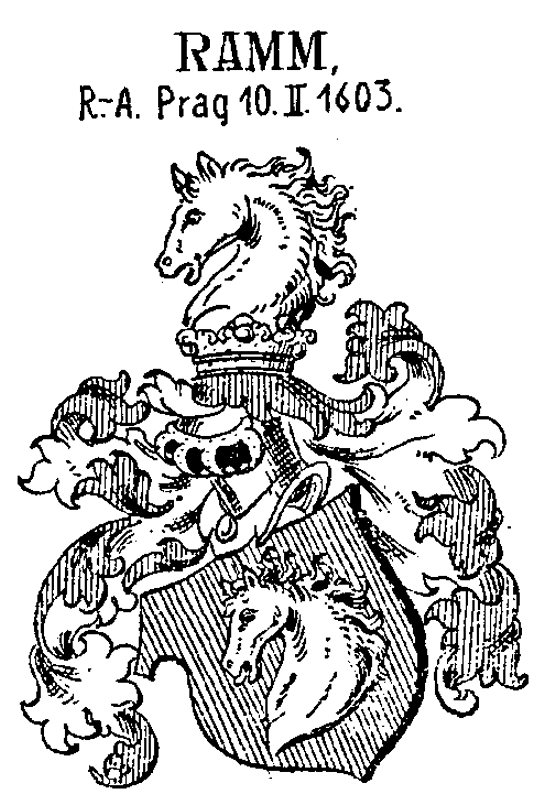
Verbessertes Wappen derer von Ramm von 1603 in Siebmachers Wappenbuch
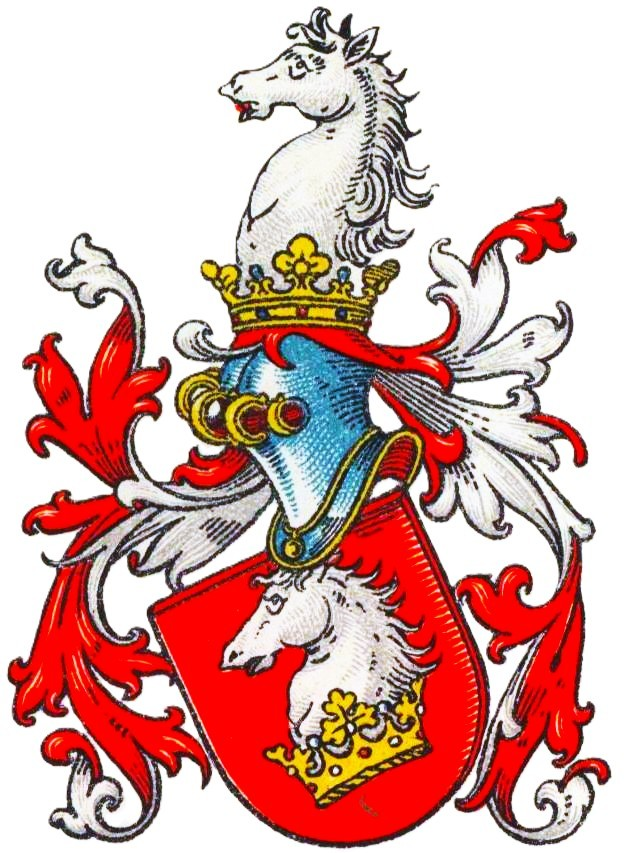
Wappen derer von Ramm im Wappenbuch des Westfälischen Adels
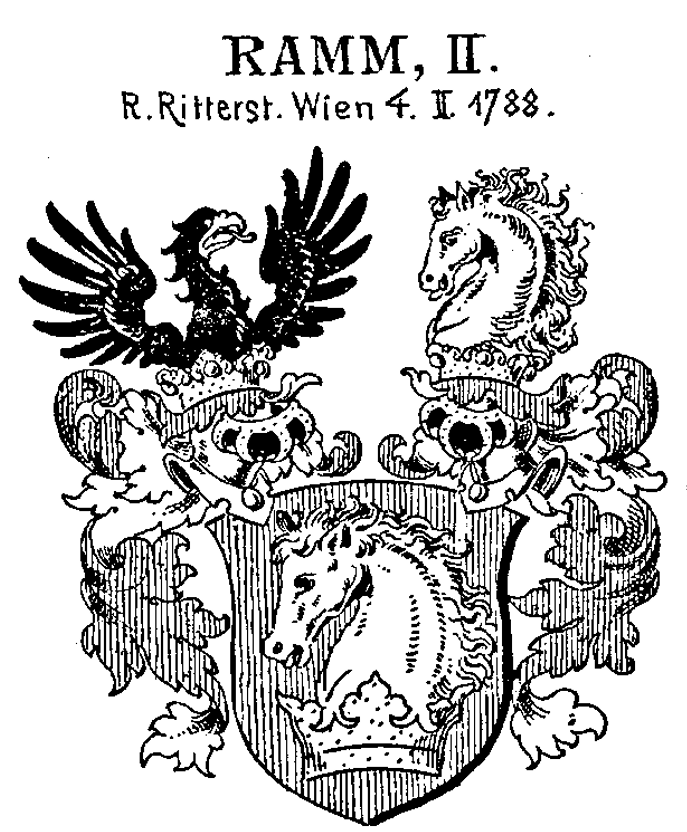
Wappen der Edlen von Ramm von 1788 in Siebmachers Wappenbuch